# 16251 Barbifrank
16251 Barbifrank è un asteroide della fascia principale. Scoperto nel 2000, presenta un'orbita caratterizzata da un semiasse maggiore pari a 2,4259914 UA e da un'eccentricità di 0,2173214, inclinata di 1,68607° rispetto all'eclittica.